# Havnens Perle
Havnens Perle er en grillbar og pølsevogn, beliggende på Aarhus Havn i Aarhus. Stedet er tre gange blevet kåret til byens bedste pølsevogn, ligesom Havnens Perle to gange har vundet prisen for ”Danmarks Bedste Bøfsandwich”. Årligt bliver der serveret omkring 50.000 bøfsandwich på stedet.

## Historie
Familien Lerdrup åbnede i 1962 stedet under navnet Lerdrups Snackbar. Her blev solgt mange pølser, og det blev suppleret af is og souvenirs særligt til norske turister, som kom med færgen fra Oslo. Snackbaren havde også en aftale med havnearbejdernes fagforening, så familien Lerdrup donerede et beløb til fagforeningen for hver solgt pølse.
I 1976 overtog næste generation af familien driften af stedet. I 1989 skiftede de grillbarens navn til Havnens Perle, og i 2000 overtog 3. generation af familien Lerdrup.
Havnens Perle har altid været beliggende på lejet jord. Med undtagelse af en 12-årig periode, har Havnens Perle altid haft korte lejeaftaler. Nogle gange kun et par måneder, og andre gange et par år. Stedet har flyttet rundt på havnen seks gange siden 1962, og det skete senest i april 2016, hvor man løftede Havnens Perle 150 meter længere ned af Sverigesgade.
I 2007, 2008 og 2009 blev Havnens Perle kåret til Aarhus' bedste pølsevogn. I 2012 blev stedets berømte bøfsandwich kåret til Danmarks bedste. Den hæder modtog stedet igen i 2014. På det tidspunkt blev der solgt omkring 50.000 bøfsandwich om året, som ugentligt blev tilsat 150 liter brun sovs.
Da Michelinguiden i 2017 uddelte stjerner til gourmetrestauranter, følte Havnens Perles ejer Peter Lerdrup sig snydt for en stjerne. Han mente hans bøfsandwich nemt kunne begå sig i det fine selskab.

## Anerkendelse
- 2007 – Aarhus' bedste pølsevogn
- 2008 – Aarhus' bedste pølsevogn
- 2009 – Aarhus' bedste pølsevogn
- 2012 – Danmarks bedste bøfsandwich
- 2014 – Danmarks bedste bøfsandwich